# Referendum na Slovensku 2023
Referendum na Slovensku v roce 2023 je referendum proběhlé na Slovensku 21. ledna 2023. Obsahovalo jednu otázku:
„Souhlasíte s tím, že předčasné skončení volebního období Národní rady Slovenské republiky je možné uskutečnit referendem nebo usnesením Národní rady Slovenské republiky, a to změnou Ústavy Slovenské republiky?“

## Pozadí a petice
Referendum iniciovala strana SMER-SD a další opoziční strany. Organizátoři petice předali 406 039 podpisů, po přepočtu platnosti jich bylo 381 960. Prezidentská kancelář petici za referendum přijala 24. srpna 2022. 

## Otázky v referendu
Petice za referendum původně obsahovala dvě otázky:
1. „Souhlasíte s tím, že vláda Slovenské republiky má neprodleně podat demisi?“
2. „Souhlasíte s tím, že předčasné skončení volebního období Národní rady Slovenské republiky je možné uskutečnit referendem nebo usnesením Národní rady Slovenské republiky, a to změnou Ústavy Slovenské republiky?“

Jelikož byla první otázka v rozporu s Ústavou, obsahovalo referendum pouze druhou otázku.
O předčasných volbách se rozhodovalo i ve referendech v letech 2000 a 2004, obě byla neplatná.

## Rozhodnutí Ústavního soudu
Ústavní soud rozhodl dne 26. října 2022, že referendum bude moci obsahovat pouze druhou z výše uvedených petičních otázek. „Ústavní soud uzavřel, že předmět referenda je v rozporu s principem generality práva, s principem dělby moci, a tudíž je v rozporu s ústavou,“ uvedl předseda Ústavního soudu, Ivan Fiačan. Soudce zpravodaj Rastislav Kaššák dále poznamenal, že „Referendum podle ústavy [...] představuje výkon zákonodárné moci, která je však ústavou omezená. Ústavnímu soudu nezbylo nic jiného, než konstatovat, že v referendu nelze jednorázově zkrátit ani funkční období vlády, k čemuž by její zavázání podat demisi vedlo.“

## Vyhlášení referenda
Referendum vyhlásila prezidentka Zuzana Čaputová dne 3. listopadu 2022. Po vyhlášení referenda zdůraznila, že nemohla vypsat dvě referenda: „Jsem vázána peticí v podobě, v jaké mi byla doručena, tedy se dvěma otázkami v jedné petici, pokud by mi byly doručeny dvě petice, pro každou otázku samostatně, pak by bylo možné vyhlásit dvě referenda v různých termínech řízení,“ poznamenala. 

## Organizace referenda
Referenda se nově mohli zúčastnit i voliči bez trvalého pobytu na území Slovenska a voliči s trvalým pobytem na Slovensku, kteří v den konání nepobývali na území Slovenska. Na referendum bylo vyčleněno 10,4 milionu eur, z toho 8,7 pro Ministerstvo vnitra a 1,6 pro Statistický úřad. Volit mohli i občané v karanténě.

## Výsledky referenda
Oficiální výsledky byly oznámeny dne 22. ledna 2023 v 9:00.
Účast v referendu byla 27,25%, což znamená, že bylo neplatné. Pro otázku hlasovalo 97,51% voličů, proti 1,54% a 0,93% hlasů bylo neplatných. Nejvyšší účast byla zaznamenaná v Trenčianském kraji (36,07%), dále následoval Žilinský kraj (33,68%) a Banskobystrický kraj (29,06%). Nejnižší účast v Bratislavskom kraji, kde se zúčastnilo 21,31% voličů.
Slovensko tak v roce 2023 budou čekat předčasné parlamentní volby. Premiér Eduard Heger (OĽANO) a předseda strany SaS Richard Sulík chtějí volby na podzim roku 2023, opozice v čele se SMER-SD prosazuje červen téhož roku. Prezidentka Zuzana Čaputová se vyjádřila, že by chtěla volby v první polovině roku 2023.